# Drehplattentür

Animation

Film

Die Drehplattentür ist eine Tür aus zwei übereinander drehbar gelagerten aber miteinander gekoppelten Türblattteilen.
Zum Öffnen und Schließen schwenken beide Türblattteile gegenläufig und synchron in einer horizontalen Drehung um 90° aus oder in den Durchgang heraus oder hinein.
Die Drehplattentür bewegt sich, ähnlich einer Zykloide, in derselben Öffnungsrichtung wie eine Schiebetür, dabei kommt diese aber ohne Führungsschiene aus. Schienen können oft störend wirken, vor allem beim nachträglichen Einbau.
Vorteile der vorwiegend für den Innenbereich konzipierten Tür sind ihre besondere Leichtgängigkeit und der geringe Platzbedarf.
Sie wurde im Jahr 1997 von Klemens Torggler erfunden. Ein erster Prototyp wurde 1998 öffentlich präsentiert und weiterentwickelt.

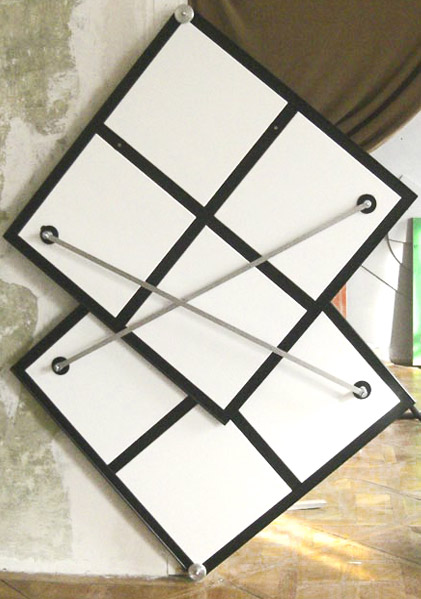
Drehplattentür